# 罗汉·维杰韦里
帕塔本迪·唐·南达西里·维杰韦里 (1943年7月14日—1989年11月13日）， 以其化名罗汉·维杰韦里而知名，是斯里兰卡马克思列宁主义政治活动家、革命家和人民解放阵线创始人。维杰韦里领导了该党在1971年和1987年—1989年的两次失败的革命。
他于1965年成立人民解放阵线，试图将锡兰自治领建设成社会主义国家。人民解放阵线在意识形态上支持泰米尔武装分子，称其发动的叛乱为自决战争，但反对泰米尔伊拉姆猛虎解放组织。印度-斯里兰卡协议签署之后，人民解放阵线在维杰韦里和一个次级组织的领导下发起了一场军事和社会运动，旨在推翻斯里兰卡政府。这包括了1971年和1987-1989年的两次重大叛乱。
1989年，斯里兰卡政府发起了联合行动，意图杀死维杰韦里和优婆提舍·伽马那亚克。虽然他们取得了成功，但人民解放阵线仍保持其政党身份，并在随后加入了联合政府。

## 早年生活
帕塔本迪·唐·南达西里·维杰韦里于1943年7月14日（巴士底日）出生，父亲是帕塔本迪·唐·安德里斯·维杰韦里，母亲是纳西·诺娜·维克拉玛卡卢塔，他们住在科特戈达，斯里兰卡南部马塔拉附近的一个沿海村庄。他是家中的长子，有一个弟弟阿南达和妹妹奇特拉尼。
他的父亲经营一家小企业，是锡兰共产党的积极成员，并且与S·A·维克拉马辛哈关系密切。在1947年议会选举为哈克马纳选举候选人P·库马拉西里竞选期间，他遭到据信是反对党成员的暴徒袭击致残。唐·安德里斯·维杰韦里于1965年去世。

## 教育
维杰韦里于1947年至1953年在科特戈达的戈达乌达政府学校完成小学教育。1954年，他进入戈达乌达公立高中直到1959年中。1959年6月他进入法育学院学习普通教育证书理科。尽管他通过了考试，并获得了一些科目的学分，但由于家庭经济有限，他无法继续学业。
在积极参与共产党后，他申请并获得奖学金进入卢蒙巴大学学习医学，并于1960年9月前往苏联。他在七个半月内完成了俄语考试，获得了优异的成绩，并在假期期间游览了苏联。在此期间，他还在摩尔达维亚苏维埃社会主义共和国担任农业工人。他的医学研究一直持续到三年级，并于1963年获得了政治经济学的优异成绩。
1963年底，他生病并在莫斯科一家医院接受治疗，但最终请求休完整个学期的病假并返回锡兰。当时锡兰共产党分为亲华和亲苏两派。作为亲华的锡兰共产党（北京派）的直言不讳的支持者，他没有获得返回苏联的签证。

## 1965年—1971年的政治活动
在他与当时的修正主义苏联共产党发生意识形态争论之后，维杰韦里成为亲华的锡兰共产党（北京派）的党员。1965年，他在斯大林主义阿尔巴尼亚劳动党成员访问锡兰时会见了他们。

### 新左翼运动
很快，维杰韦里对锡共毛派领导人感到不耐烦，因为他认为他们缺乏革命目的，并于1965年5月14日在加勒区阿克米马纳的一所房子里与志同道合的年轻人举行讨论后组建了自己的政党。他访问了朝鲜以寻求对新成立的政党的支持。
该团体最初被简单地称为“新左翼”，其成员包括来自农村地区的学生和失业青年，其中大多数年龄在16至25岁之间，他们认为自己的经济利益被国家左翼联合政府忽视。它被普遍称为“新左翼运动”，是一个马克思主义政党，但不是毛主义政党。
组建该运动后，维杰韦里将其命名为人民解放阵线。他进行了一系列政治讲座，目的是按照马克思列宁主义学说教育青少年。这些讲座被俗称为“五讲”，最终成为他们政治思想的重要宣言：
- 锡兰资本主义体制的危机
- 锡兰左翼运动的历史
- 社会主义革命的历史
- 印度扩张主义
- 锡兰革命的道路

夺取国家权力以在锡兰实施人民解放阵线的社会经济政策是维杰韦里政治议程的关键部分。20世纪60年代末，维杰韦里和由幻想破灭的年轻人组成的人民解放阵线相信武装斗争是实现社会主义革命的最合适方式。

## 1971年起义
1970年，维杰韦里在大选中为西丽玛沃·班达拉奈克联合阵线竞选时，因美国大使馆前的骚乱而被捕，但作为赢得大选的社会主义联合阵线的支持者很快就被释放。
1971年4月，人民解放阵线领导了一场名为“1971年四月起义”的武装叛乱，这是一次推翻西丽玛沃·班达拉奈克领导下的“锡兰自治领”的企图，但失败了。朝鲜船只因试图武装人民解放阵线而被捕。
维杰韦里在1971年4月武装袭击发生前被捕。后来他被移送至叛乱失败后成立的刑事司法委员会。他发表了历史性的演讲，称“我们可能会被杀，但我们的声音永远不会消亡”，呼应了菲德尔·卡斯特罗在1953年蒙卡达军营审判结束时的演讲“历史将宣判我无罪”。委员会随即判处他终身监禁。上诉后，刑期被减为20年严格监禁。

## 1977年—1983年政治活动
亲美的统一国民党在1977年选举中获胜后，新政府试图通过一段时期的政治宽容来扩大其权力，维杰韦里被释放。新政府还试图摧毁亲苏联的联合阵线反对派。

### 总统选举
人民解放阵线解禁后进入了合法的政治竞争舞台。作为1982年总统选举的候选人，维杰韦里以超过25万张选票（4%，而获胜者朱尼厄斯·理查德·贾亚瓦尔德纳为320万张选票）名列第四。

## 1987年—1989年起义
1987年，人民解放阵线发动第二次起义。与1971年不同的是，这不是一场公开叛乱，而是一场低强度战争，其中包括颠覆、暗杀、埋伏和对军队与民用目标的袭击。
1989年10月，在政府逮捕和审讯人民解放阵线的两名主要成员后，维杰韦里被捕，当时他居住在乌拉帕内的一个茶园里，伪装为一个叫阿塔纳亚克的种植园主。

## 死亡
1989年11月13日，维杰韦里被枪杀，但实际情况仍然存疑。事件发生后，有关他死亡的多种版本流传开来。斯里兰卡陆军表示，他在人民解放阵线成员与陆军之间的对抗中被枪杀，当时他被拘留以帮助查看人民解放阵线安全屋。有传言说他被带到墓地，腿部中弹，然后在火葬场被草率处决。国防部长兰詹·维杰拉特纳新闻简报的官方说法是，维杰韦里和人民解放阵线成员H·B·赫拉特 被带到安全屋，帮助陆军找到人民解放阵线的部分“宝藏”，在搜寻过程中，赫拉特掏出枪射杀了维杰韦里。人们普遍认为这是出于政治动机的暗杀，军队应政府的要求对他的死亡负责。事实上，政府本身给出了相互矛盾的答案，外交部长阿卜杜勒·卡德尔·沙胡尔·哈米德证实了国防部长的说法，即赫拉特向维杰韦里开枪，但指出陆军随后向两人开枪，两人均被打死。
维杰韦里死亡事件的最长记录来自少将萨拉特·穆纳辛格，他在他的著作《士兵版本》中讲述了当时的情况。据萨拉特透露，晚上11点30分，他们到达了联合行动基地，当时还有许多其他军种的官员。维杰韦里被带到会议室，他在那里发表了长篇大论。每当萨拉特用英语问他时，他都会用僧伽罗语回答。
事实上，他问我是否懂俄语。我的回答是否定的。罗汉·维杰韦里告诉我，他的第二语言是俄语。他向我讲述了他的个人生活，最初是在班达拉维拉，后来是在康提的乌拉帕内。他不愿意谈论人民解放阵线的活动。
当讨论进行时，“联合行动”指挥官和他的副手正在隔壁房间里，那是他的办公室。午夜刚过，国防部副部长兰詹·维杰拉特纳将军走进来，坐在会议桌的第一排。维杰拉特纳将军问了几个问题，但罗汉·维杰韦里没有回应。维杰拉特纳将军和“联合行动”指挥官一起待在他的办公室。 “我们继续谈话。我们一边聊天，一边喝了很多杯白茶（黑茶）。我向罗汉·维杰韦里提出请求，建议他的成员不要使用暴力。经过劝说，他同意了。所以我们设法用静态相机记录下他的话语和照片。”
过了一段时间，一位著名的警察局长来到了联合行动总部。当警察走进来时，他从后面抓住罗汉·维杰韦里的头发，并在维杰韦里的脸颊上轻拍了两下。维杰韦里回头看了一眼，认出了这名警官后说道：“我就知道一定是像你这样的人。”该警官加入了部长兼行动联合指挥官的行列。维杰韦里讲述了一些有趣的故事。有一天，一群人民解放阵线活动人士参观了尼马尔·基提斯里·阿塔纳亚克（罗汉·维杰韦里）在乌拉帕内的住所。他们要求为他们的行动提供资金。维杰韦里很快做出回应，给出了100卢比。年轻人对他们的领袖一无所知。当维杰韦里透露这个故事时，他满脸笑容。时间是1989年11月13日凌晨3点45分左右。萨拉斯被告知结束讯问并带罗汉·维杰韦里下楼。 “我们一起走下楼，彼此很亲近。维杰维拉握着我的手说，‘我很高兴在最后一刻见到了你。我可能活不下去了。请转达我的信息给我的妻子。’罗汉·维杰韦里的信息包含五个要点。这些都是与他的家庭有关的非常私人的事情。”
过了一会儿，维杰韦里被蒙住眼睛，并被扶上一辆绿色帕杰罗的后座。维杰韦里的两侧各坐着两个人，车后还有其他人。就在这时，一名高级警官到达了车辆附近。随后萨拉特礼貌地拒绝了他加入他们的邀请。帕杰罗开走了。当吉普车离开时，他和莱昂内尔·巴拉加勒上校一起站在联合行动总部大楼主入口附近。当我们正在简短地交谈时，一位高级官员下楼上他的车。 “我们跟他打招呼，他心情很好”。但气氛突然就变了。一名宪兵出现在我们面前。这名高级官员指责他没有陪同维杰韦里和一行人。这名军官冲向他的车辆并扬长而去。高级官员离开了。萨拉特结束了第一部分“我们也想着好好睡一觉回家”。
上午晚些时候，萨拉特正忙着打印维杰韦里的照片。如果维杰韦里没有胡子，没有人会认出他。因此，萨拉特不得不寻求帮助，并将胡须添加到维杰韦里的照片中。这件事处理得非常好。下午晚些时候，联合作战司令部召开新闻发布会。兰詹·维杰拉特纳部长向新闻界通报了情况。“维杰韦里和赫拉特（另一位人民解放阵线领导人）被带到科伦坡郊外的一所房子，人民解放阵线在那里藏匿了他们的部分“宝藏”。在搜寻过程中，赫拉特掏出手枪射杀了维杰韦里”。部长接着提供了更多细节。萨拉特就此结束了他的叙述。

## 作品
1971年，维杰韦里写下《一点经验》，讲述他发动1971年起义的经验 (ISBN 978-955-8696-25-5)。最初是用僧伽罗语写的。斯里兰卡内战爆发后，维杰韦里写下《什么是伊拉姆问题的答案》。

## 继续阅读
- Bandu, Oruvala. . Kŏḷamba: Dayāvṃśa Jayakodi saha Samāgama. 2008. ISBN 978-9-55551-579-5 （僧伽罗语）.
- Chandraprema, C. A. . Colombo: Lake House Bookshop. 1991. ISBN 9559029037.
- Indradasa, Godahewa. . Sri Lanka: Godahewa Indradasa. 2012. ISBN 978-9-55543-980-0.
- P. Jayaram. . India Today. 1989-12-15  [2023-11-23]. （原始内容存档于2021-09-16）.

### 新闻媒体
- Rohana Wijeweera 1 （页面存档备份，存于）
- Rohana Wijeweera 2 （页面存档备份，存于）
- Rohana Wijeweera 3 （页面存档备份，存于）
- Rohana Wijeweera 4 （页面存档备份，存于）
- Rohana Wijeweera 5 （页面存档备份，存于）